# Stranger Cole

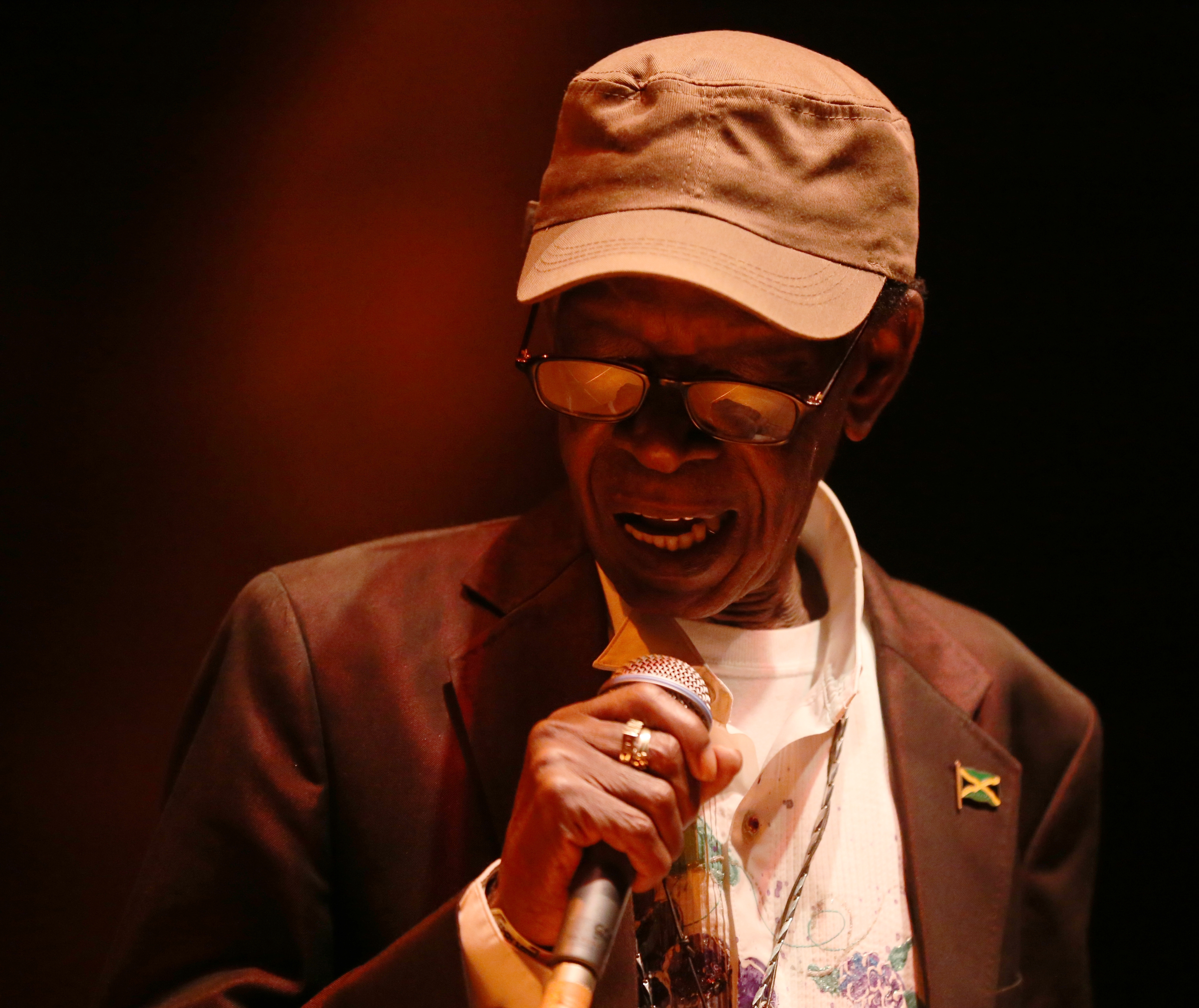
Stranger Cole auf dem Chiemsee Reggae Summer 2013

Stranger Cole (* 26. Juni 1942 als Wilburn Theodore Cole in Trenchtown) ist ein jamaikanischer Ska-, Rocksteady- und Reggae-Sänger und Komponist. Seinen Spitznamen Stranger erhielt er, weil er keinem in seiner Familie äußerlich ähnelte. Stranger Cole gilt als Sänger des ersten Reggae-Songs Bangarang aus dem Jahr 1968.

## Werdegang

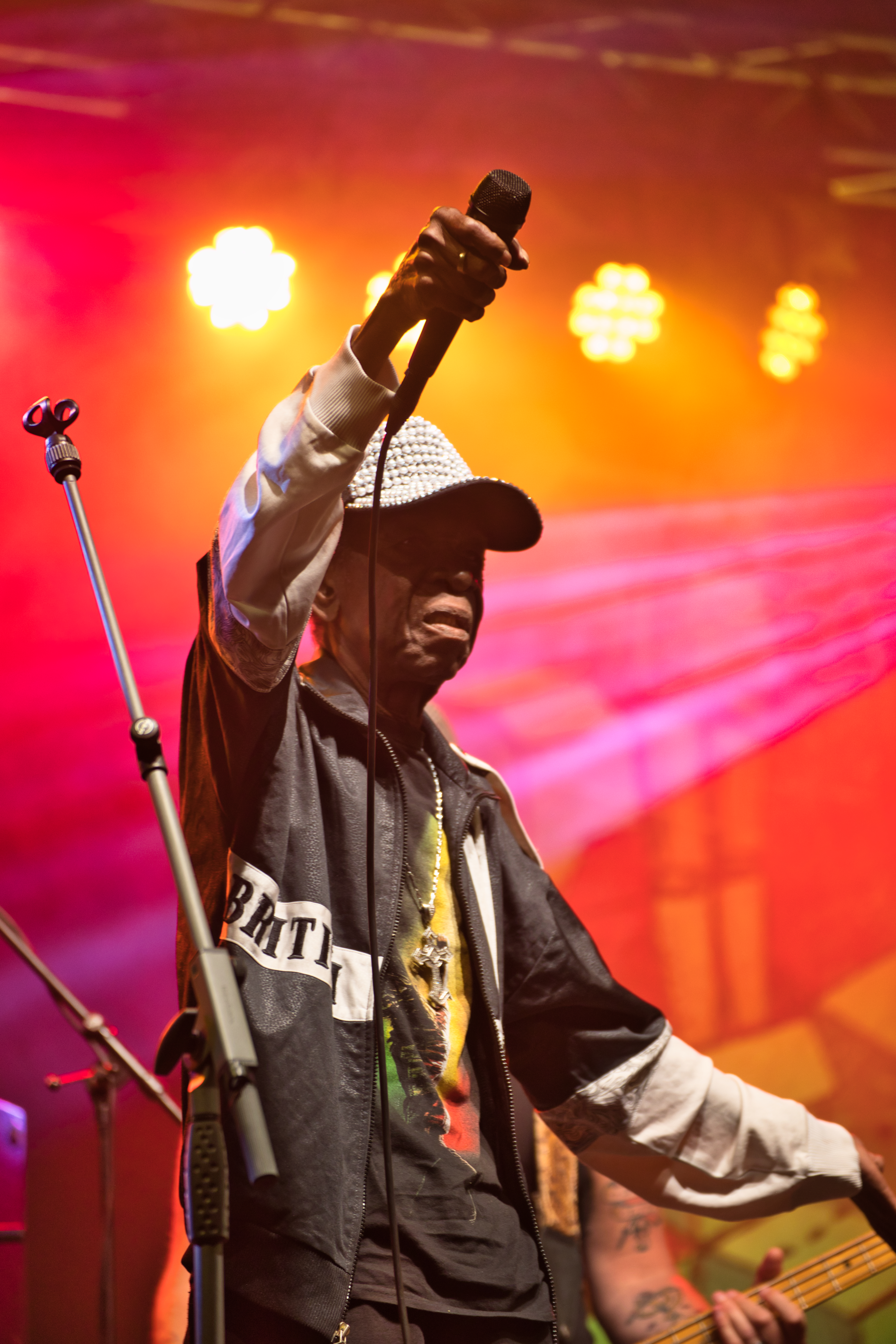
Stranger Cole & The Steadytones auf dem Rudolstadt-Festival 2024

Seine Karriere begann, als er mit dem Produzenten und Musiker Duke Reid im Jahr 1962 seine Debüt-Single Rough & Tough veröffentlichte. Dieser Ska-Song avancierte schnell zu einem Verkaufsschlager in seiner Heimat Jamaica. Seinen nächsten Hit hatte er mit dem Coversong Run Joe im Jahr 1965. Ursprünglich stammte das Lied vom US-amerikanischen R & B-Künstler Louis Jordan. Cole beendete seine Zusammenarbeit mit Duke Reid, als die Ska-Musik an Beliebtheit verlor. Regelmäßig trat Stranger Cole mit Duett-Partnern auf, wie beispielsweise mit Ken Boothe als Stranger & Ken oder mit der Sängerin Patsy Todd, mit der auch die Ska-Größe Derrick Morgan auf der Bühne stand. Mit Gladstone Anderson nahm er zwischen 1967 und 1968 als Stranger & Gladdy mehrere Singles auf, darunter die mit Lee Perry für Joe Gibbs produzierte Single Seeing Is Knowing / Kimble.
Zusammen mit dem Saxophonisten Lester Sterling von den Skatalites und dem Keyboarder Lloyd Charmers nahm Stranger Cole 1968 in den Treasure Isle Studios die Single Bangarang auf. Das Stück basierte weitgehend auf dem Bongo Chant von Kenny Graham’s Afro-Cubists aus dem Jahr 1955. Die Idee für den Liedtext „Mumma no wan bangarang“ (Patwah für „Mama will keinen Stress“) geht auf Cole zurück. Das Arrangement mit dem neuartigen Rhythmus war eine Idee von Lester Sterling. Produzent der Aufnahme, die gemeinhin als erster Reggae-Song gilt, war Bunny Lee.
Nachdem er mit verschiedenen anderen Musikproduzenten wie Sonia Pottinger zusammengearbeitet hatte, ging er 1971 nach England, wo er insbesondere Anfang der 1970er-Jahre mit Derrick Morgan und Max Romeo viele Auftritte absolvierte. Im Jahr 1973 wanderte er ins kanadische Toronto aus, wo er bis 1982 drei weitere Alben veröffentlichte. Im Jahr 2003 brachte Trojan Records den Sampler Bangarang: The Best of Stranger Cole 1962-1972. Heute lebt er wieder auf Jamaika.

## Diskografie (Auswahl)

### Singles
- 1967: Just Like a River / El Casino Royale von Stranger & Gladdy feat. Lynn Taitt & The Jets
- 1967: Seeing Is Knowing / Kimble von Stranger & Gladdy feat. Lee Perry

### Alben
- 1976: Forward in the Land of Sunshine
- 1978: The First Ten Years of Stranger Cole
- 1980: Captive Land
- 1982: The Patriot
- 2003: Dramatic mit King Banana
- 2018: More Life mit The SteadyTones

### Sampler
- 1986: No More Fussing and Fighting
- 2003: Bangarang: The Best of Stranger Cole 1962-1972